# 黃背心運動

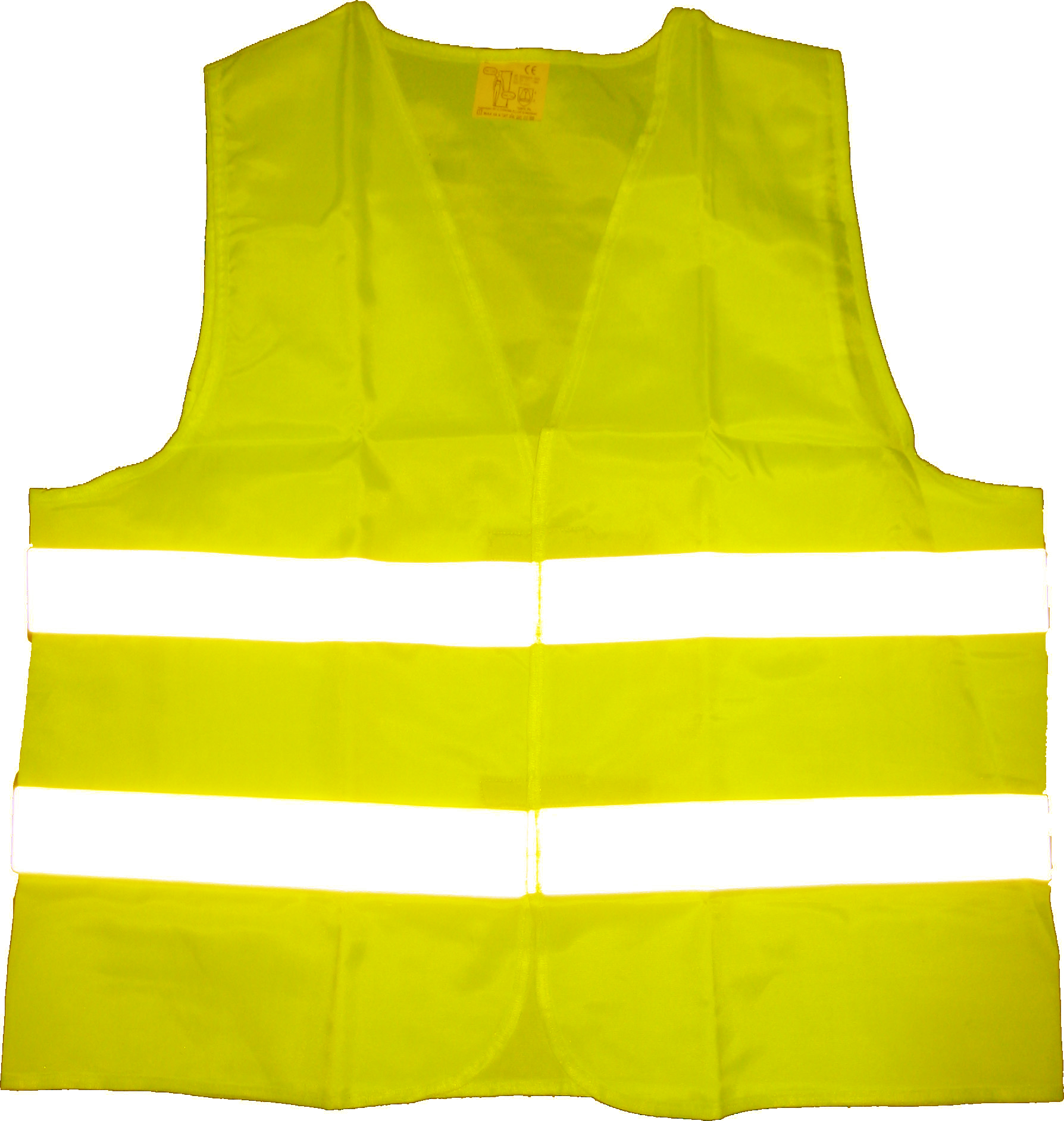
在这次运动中，示威者们穿的反光背心

黃背心運動（法語：Mouvement des gilets jaunes）又称黄马甲运动，是法國一場於2018年11月17日開始的抗議運動，因參與者穿著黃色背心示威而得名，抗議運動後來蔓延至全球多個國家及地區。
示威者起初因為不滿油價持續上揚以及馬克龍政府調高燃油稅而上街抗議，但是訴求迅速擴大到其他如提升草根及中產階級的購買力以及要求法國總統馬克龍下台等。黄背心运动并无特定的政党或工会領導，主要通过社交媒体传播，但多個反對派領袖包括瑪琳·勒龐、梅朗雄、洛朗·沃基耶和拉薩勒等都表態支持黃背心運動。該運動跨越了政治光譜。根據一項民意調查，黄背心运动的参与者中很少有人在2017年法國總統選舉中投票支持馬克龍，許多人要么沒有投票，要么投票支持極右翼或極左翼候選人。示威者穿著螢光黃反光背心，因法國自2008年起立法規定汽車車主在車上要備有反光背心，在處理車輛事故或故障的時候需穿著，使其他車輛可察覺而避免車禍。所以因燃料稅調漲政策首當其衝而串聯示威的汽車車主、駕駛人便以廉價易取得的黃背心做為這次示威運動的象徵。
本政治運動示威導致了法國自1968年的五月風暴以來最大規模的社會動盪。該運動受到國際關注，世界各地的抗議者 - 有些人有類似的不滿，其他人無關 - 使用黃色背心作為象徵。

## 背景
引发黄背心运动的主要原因是近期法国油价飙升，以及马克龙的2019年提高燃油税的计划。法国中产阶级在经济不景气和政府加重税的情况下，发起对法国政府的诉求运动。

### 燃油税计划

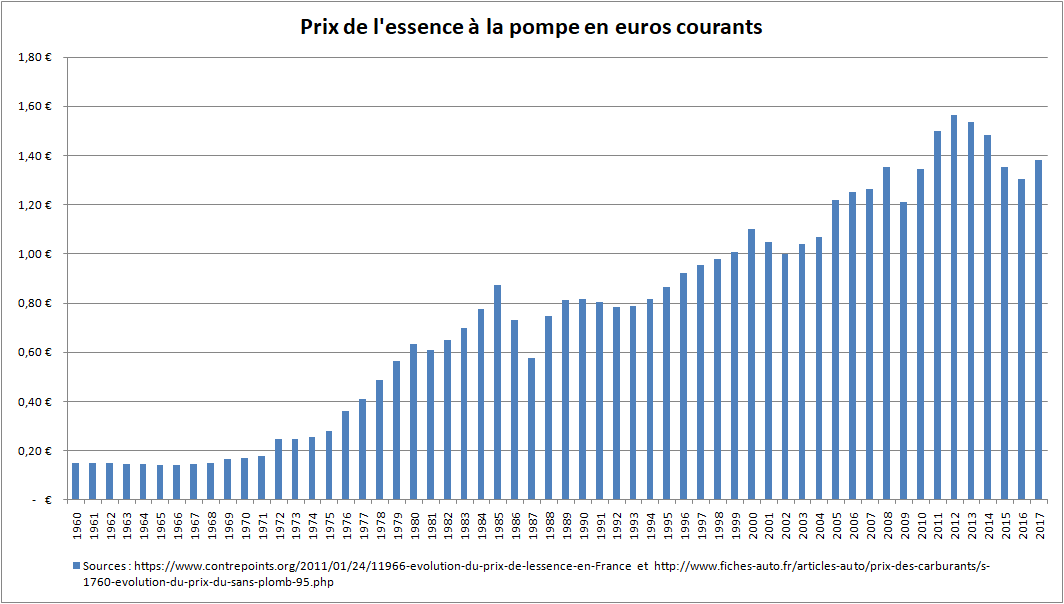
法國60年來油價

马克龙对气候变化高度关注，他鼓励民众购买电动车等更有利于环境的交通工具，并宣布2019年提高燃油稅计划，以减少对化石燃料的依赖，并为可再生能源投资提供资金研究。法国政府宣布投入5亿欧元，提供低收入家庭能源补助，调高清洁能源汽车购买补贴，补偿油价以及生活成本增加所造成的民众损失。然而这一过程中，国际油价上涨，法国人民的购买力却没相应提升，油价一路上涨使得依赖汽车的中产阶级愤怒。在2018年法國柴油的價格增加了16％（約7.6分歐元）、汽油價格增加3.9分歐元，同時政府調高汽油和柴油稅，並且計劃在2019年再進一步加稅。這使得柴油價格與汽油一樣昂貴。這使得法國總統馬克龍首當其衝地受到市民對於其油價政策的民怨衝擊。

### 富人税
法国总统马克龙在部长会议上反对恢复征收物業稅（又称富人稅，适用于个人总资产超过130万欧元的纳税人，规定游艇、豪车等高价值动产也计入应税范围）。恢复富人税是黄背心运动的众多要求之一。

### 经济改革
抗议者声称燃油税旨在为大企业减税提供资金。

## 经过

### 2018年

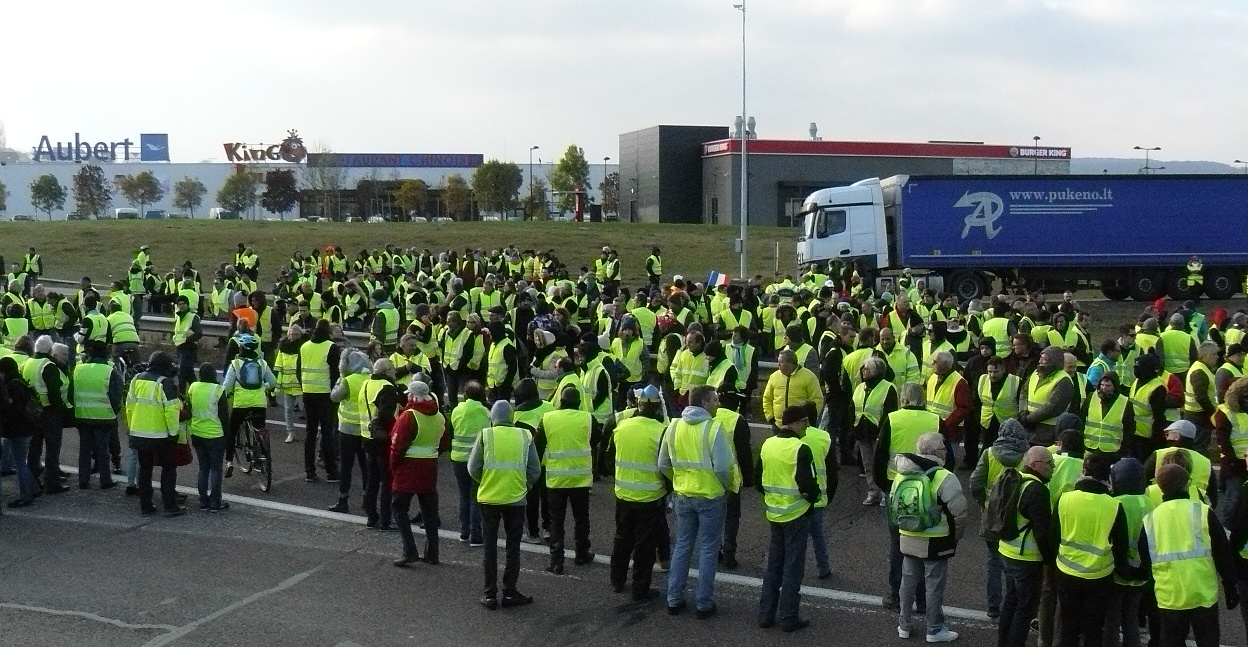
2018年11月17日，首場發生在沃蘇勒的黃背心示威。

首轮抗议是在2018年11月17日，吸引法国国家逾30万人参加。示威者在搭建路障，阻塞道路及多达十处燃油库。当天，一名63岁的养老金领取者在萨瓦省勒蓬德博瓦桑被摩托车轧过。另一名摩托车手被试图绕过路障的小货车撞死。
到11月21日，共有包括16名重伤者在内585名平民受伤，而警方有115名受伤，其中3人伤重。
法国海外省留尼旺发生的示威演变成抢劫和骚乱。示威者筑起障碍后，岛上的学校关闭三天。11月21日，马克龙总统下令派遣军队平息暴乱。
鉴于上周巴黎的抗议引起了紧张局势，内政部同意允许11月24日在战神广场聚集。当日全国10.6万名民众参与示威。在巴黎，参加人数只有8000人，抗议还演变成暴力活动。示威者在街上放火，拆毁标识牌，搭起路障，撬开路旁鹅卵石。警方施放催泪弹和水炮驱散抗议者。11月26日，官方估计前两周巴黎的示威造成共计150万欧元的财产损失。政府出动200名工人协助清理和修复工作。
12月1日，要求马克龙辞职的第三轮抗议开展。黄背心们直接占据南特机场跑道，阻止人们进入尼斯蓝色海岸机场。万喜高速公路估计全国20多条主干道的收费站被封锁。在马赛，自11月5日有房屋倒塌后周围社区被疏散以来，示威活动接连发生。一名80岁的阿尔及利亚老妪关闭百叶窗时被警方催泪瓦斯的弹片击中，后来在手术中死亡。一名司机在A54高速公路行驶时撞上了充当路障的大货车而身故。当天，巴黎有100多辆车被焚烧，凯旋门遭到破坏。翌日，巴黎市长安娜·伊達戈估计财产损失达300-400万欧元。

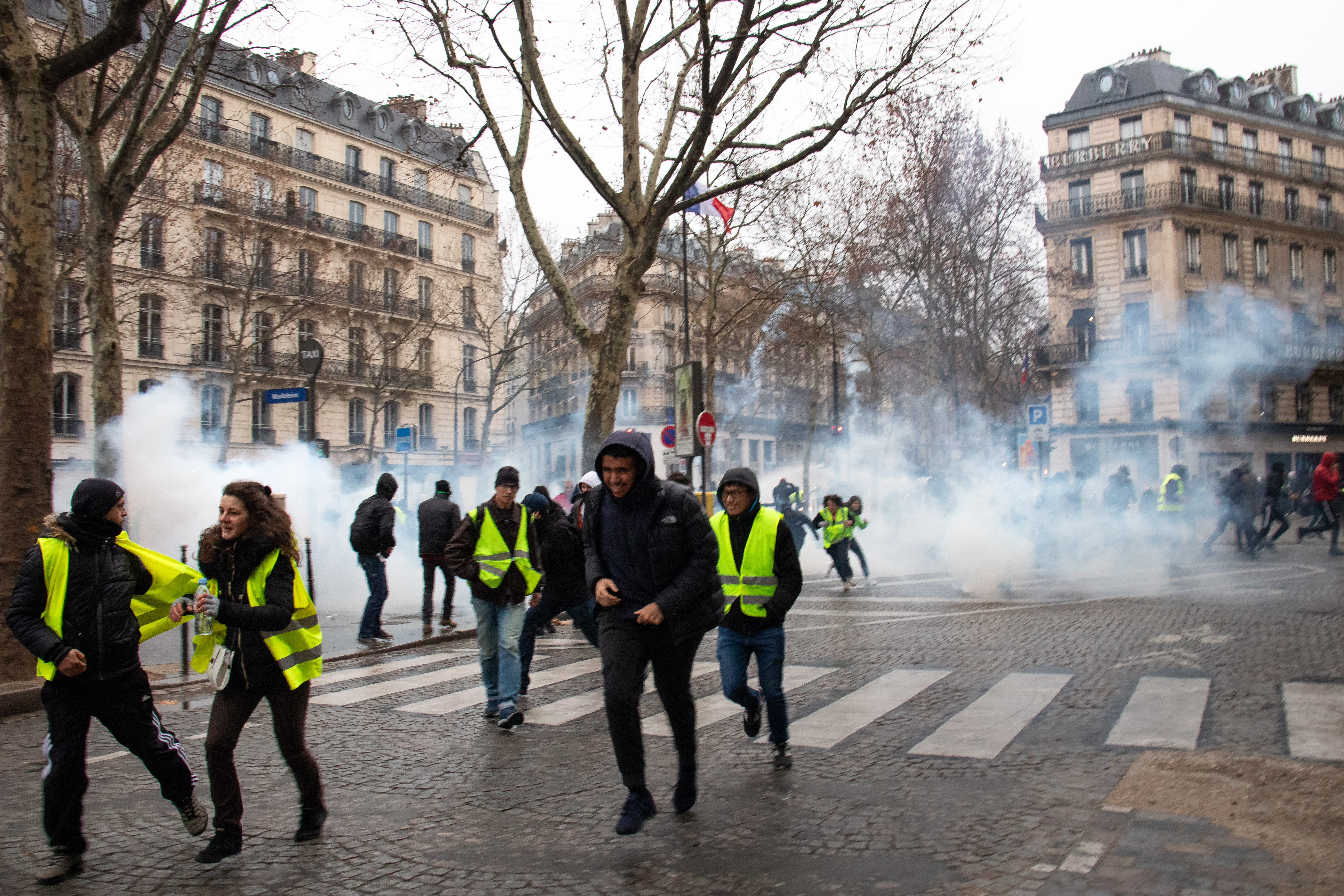
12月8日，巴黎的黄背心示威。

12月8日，第四轮抗议。勒皮昂韦莱连续两个星期出现骚乱。民众骚乱破坏了里昂和圣但尼的灯光节的举行。A6高速公路通往里昂北部的索恩河畔自由城路段再次被拦截。巴黎连续四个星期爆发示威。许多店铺封堵门面，避免遭到暴力损坏，卢浮宫、埃菲尔铁塔和巴黎歌剧院也关门。警方在爱丽舍宫附近布置钢铁围栏，派遣装甲车上街控制暴乱。
迫于国内沸腾的民怨，马克龙于12月10日发布电视讲话，宣布多项惠民政策，包括将2019年的每月最低薪资上调100欧元（加班费不再征收税费），鼓励雇主向雇员发放2018年年终奖。他还宣布不再对养老金领取者征税，坚持用财产团结税取代增加财产税。讲话共有超过2300万名民众观看，是法国史上观众最多的政治演讲。经过调查，最低工资本身并不会每月提高100欧元，但符合资格的人士的活动奖金会有所增加。12月11日，宣布经济和社会紧急状态前，马克龙邀请各银行代表到爱丽舍宫。依照法兰西银行的决定，各大银行同意在2019年冻结定价，永远将极度贫困人士每月意外费用限制在每月25欧元。
12月15日第五轮示威前，斯特拉斯堡发生枪击案。虽然政府告诫示威者应远离街道，但巴黎依然有2200名民众上街，当地警方派遣8000名警察应对。内政部长估计当天全国共有66000人上街，其中马赛、波尔多、图卢兹、里昂和巴黎爆发冲突。他呼吁解封自11月17日起被占领的十字路口。
12月22日，示威在全国继续。内政部表示参与人数较上周减半，约38000人，其中巴黎警察局表示巴黎有2000人参与。凡尔赛宫被关闭。33岁的卡车司机在Facebook呼吁民众在凡尔赛集会，但后来把地点改为蒙馬特，他本人因组织未申报的示威活动及参与暴力组织遭到逮捕。内政部国务卿洛朗·努涅斯表示携带警棍的“组织者”会被法庭传唤。拉克吕斯和米茹的示威者阻断了通往瑞士的道路，一个小时被警方驱散。类似的行为也在西班牙、意大利、德国和比利时边境发生。卡西诺集团和亚马逊公司在蒙特利马尔的中转平台被关闭。当天全国至少有220人被逮捕，其中巴黎142人被逮捕。12月21日，佩皮尼昂一名司机撞到路障卡车后身亡，他是运动的第十名遇难者。
踏入运动第七个周末，12月29日全国示威规模相比过去大幅度较少。鲁昂和诺曼底出现大规模集会，当地的法兰西银行分行门前遭纵火。在巴黎，示威者在BFM TV、法國電視台和解放报总部示威。评论认为，同样的危机表现激发公民公投倡议，也是黄背心运动饱受传统媒体批评的深层原因。

### 2019年
1月5日是踏入新年后的首轮示威。内政部估计，全国各地共有5万人走上街头。巴黎一幢政府办公楼遭到损坏，雷恩市政厅一扇门被损坏。从花园逃出大楼的发言人邦雅曼·格里沃表示示威者打烂了大楼的大门，挟持了一辆工程车。波尔多、南特，卡昂和雷恩也发生小规模冲突。在选定目标和在环形交叉路口进行协调沟通上，妇女由头到尾是起到了关键作用。踏入第八个星期，他们在巴黎、图卢兹和卡昂都分别组织了示威。一位组织者表示，目标是要建立“除了暴力以外的沟通渠道”。

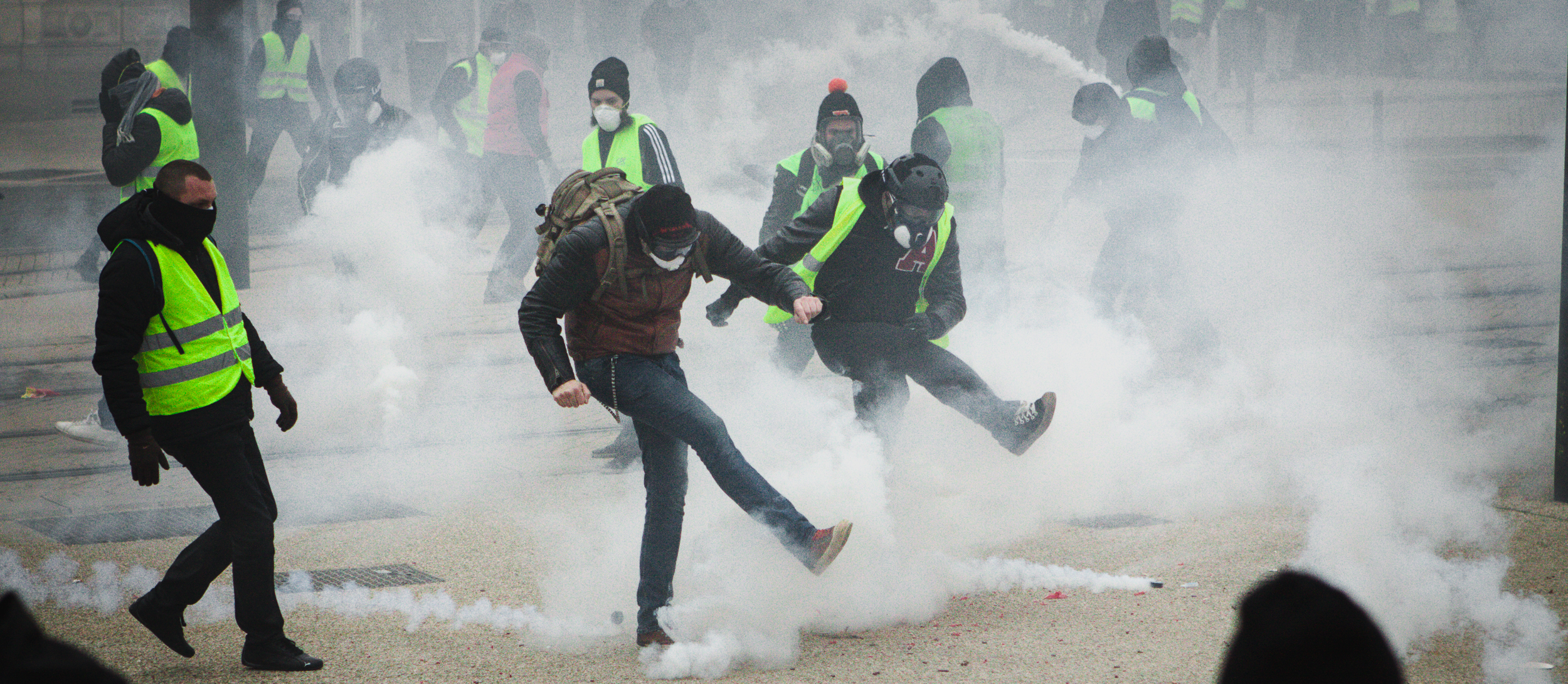
2019年1月12日，勒芒的黃背心示威。

1月12日，示威第九周。全国至少有84000人参与示威，其中巴黎8000人、布尔日6000人、波尔多6000人、斯特拉斯堡2000人。政府官员表示对暴力行为“零容忍”，在全国范围内部署了80000人的安全部队。法国共和国保安队在众多大城市施放催泪弹。在巴黎街头，抗议者游行时虽有骚动，但大体上平和。他们高唱国歌，面对着5000名防暴警察、装甲车和路障。少部分人离开指定的游行路线，向警方投掷硬物。凯旋门附近，防暴警察发射水枪和催泪弹，被扔石块和燃料。全国共有244人被逮捕，其中巴黎有156人被逮捕。示威期间，巴黎北部一家面包店天然气泄露造成大规模瓦斯爆炸，4人死亡，包括两名在现场调查泄露事故的消防员，另有数十人受伤。爆炸发生在12日凌晨，当时巴黎为应对当天预期发生的示威，处在高度戒备下。内政部长向媒体表示“责任战胜了对抗的诱惑”，抗议者在巴黎游行时“没有出现严重事故”。第十个礼拜，法国全国大约有8.4万人示威，人数最多的图卢兹有10000人，巴黎7000人（左岸第一次有示威），波尔多4000人，马赛和昂热各2500人。1月13日晚，法國總統馬克龍在脸书（Facebook）等社交网站发表《告国民书》，宣布要针对一系列改革事宜组织多形式的全国大辩论，全国大辩论共有4大主题，包括税制与公共支出、国家组织与公共服务、生态转型、民主与公民权，馬克龍以期化示威的怒火为真正的解决办法。此后马克龙每周坚持参加7小时全国大辩论，其民意支持逐渐在企稳。根据2019年2月民调显示，马克龙的支持率已经从2018年底最低谷的23%回升至大约34%。
2月1日，爱德华·菲利普（Edouard Philippe）去波尔多通知商户，已和保险公司达成协议，接下来连续几个星期受理单一损害事件的保险损害赔偿。他也表示包括波尔多在内的十个受损城市，会收到30万欧元
。瓦朗斯市中心被封闭，垃圾桶、公园长椅和防护围栏被拆除，铺路石也被挖走。根据该省的统计，1850名当地人在都爾封锁的商业区示威。
2月2日，运动踏入第12周，约10000到13800人在巴黎示威，都尔、瓦朗斯、马赛、波尔多、图卢兹等城市相比之下多数千人。而本周的示威重点是谴责法国警方在反政府示威期间造成部分民众受重伤。法国政府表示，约2000名平民于2018年11月和2019年2月在巴黎的示威中受伤，其中4名眼睛严重受伤。针对警方在抗议期间的暴力对待示威者的行为，政府部门进行了116次调查，其中10次调查是针对眼部严重受伤的抗议者所做的。由59名律师组成的团体发布公开信，谴责法庭对待抗议者不公平，指他们匆忙给抗议者下判决，没有考虑他们的权利，这和警方滥权调查速度缓慢形成鲜明对比。
那个星期的早些时候，法国最高法院否决禁止警察使用可发射40毫米橡皮子弹的“闪光球”或“防御球发射器”（LBD）的请求。内政部长克里斯托夫·卡斯塔內接受媒体采访时承认警方示威期间动用武器9000多次，造成民众受伤。第十二个星期示威前一天，政府警告公众，警方获得法庭的批准，在对抗示威者时会毫不犹豫地使用武器。周六，巴黎数千人参与“受伤者示威”，呼吁禁止使用武器。受伤的示威者在队伍中打头阵，其中有些人在眼部贴上表示目标的准心标志。在上周的示威者单眼失明的示威者杰罗姆·罗德里格斯（Jerome Rodrigues）受到人群鼓掌的热烈欢迎。
第12周的示威活动大体上平和。与上周相同，共有80000名安全官员出动，其中巴黎有5000名。在巴黎，警方在市中心的共和國廣場施放催泪弹和水炮，迫使头戴安全帽面戴口罩的示威者后退，部分人士朝垃圾箱和摩托车纵火。尽管出现这些事件，媒体在报道时还表示示威“相比之前几周有所缓和”。莫尔莱两名警察和两名示威者受伤，南特有一名示威者被逮捕，里尔有1800到3000名示威者游行，其中20人被逮捕。
针对马克龙的执政党提出限制示威权的法案后，法国议会外出现示威。该法案拟禁止示威者在抗议时以头盔、口罩或围巾遮面，否则会被罚款15000欧元或监禁，同时允许地方警方设置禁止参与街头示威的黑明白。拟议的法律遭到马克龙所在党议员和非议员的反对。
在第14个星期的示威中，69岁的犹太哲学家、学者阿兰·芬基尔克罗遭遇示威者反犹太言论谩骂。警方介入保护他，而马克龙后来表示这种行为是对法国强大因素的“绝对否定”，绝对不能容忍。

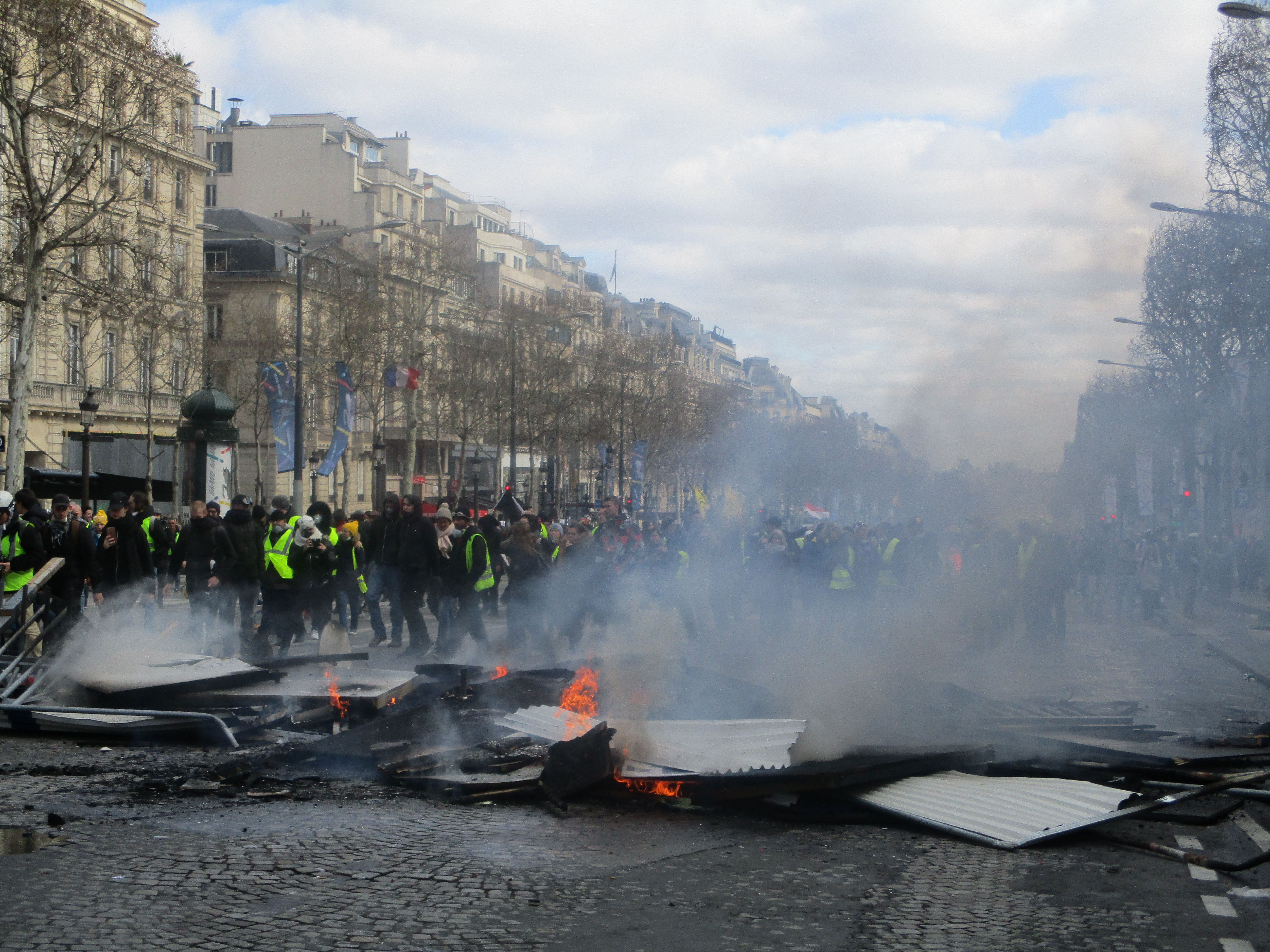
3月16日，巴黎的黃背心示威。

3月15日，全国大辩论结束，但是黄背心抗议者认为这只是马克龙的障眼法。3月16日，全法有32300人再次参加示威活动。其中有1500名黄背心抗议者参加了打砸抢的暴力活动，巴黎香榭丽舍大街多家店铺遭到洗劫。3月18日，法国政府宣布禁止在部分街区进行示威游行，并且将巴黎警察总局长撤职。
4月中的巴黎圣母院火灾发生后，几位富豪宣布向巴黎圣母院提供大量捐款以利重建，导致黄背心抗议者不满。黄背心运动发言人英格丽德·勒瓦瓦瑟尔认为，那些富豪可以为巴黎圣母院拿出巨额资金，却无法帮助穷人。因此全法国共有27900名黄背心抗议者在4月20日涌上街头抗议，在巴黎的示威最终酿成警民冲突，至当日晚上19点，巴黎警方扣押178人，其中包括6名未成年者。
4月25日，马克龙就全国大辩论进行总结，宣布以下措施：
- 大幅精简中央政府机构，增加地方一线办事人员数量[129]
- 取消高级公务员高薪待遇[130]
- 议会实施比例代表制，让小党在议会中有一定的席位，议员人数减少25%[130]
- 成立为民排忧解难的“法国服务”机构[129]
- 改革法国经济、社会与环境理事会，从2019年6月起增选150名公民进入理事会，参与推动解决环境问题等[129]
- 象征性地减少公民税收，但公民应该增加工作量[130]
- 2020年1月起，不超过2000欧元月收入的退休者，其退休金将和通货膨胀同步提升。从2021年起，所有的退休人员都将享有此待遇[130]
- 幼儿大班、小学一、二年级的班级学生人数不得超过24名[130]

9月21日，巴黎再度出现「黄背心」抗议，警方逮捕了逾百名示威人士。
11月16日，在黃背心運動一週年之際，黃背心示威者在巴黎、南特和里昂等多个城市再次爆发示威。示威游行在法国聚集了28,000人，与警方发生严重冲突。僅在巴黎就出现4700人，巴黎警方当天关闭市内20个地铁站和禁止在巴黎铁塔等景点示威，警方当天就逮捕了147名暴力示威者。
12月7日，法国工会上街抗议政府退休制度改革，黄背心成员也加入到抗议当中，在巴黎，上千黄背心与警方发生小规模冲突。此後相繼有黃背心成員參與抗议政府退休制度改革。

### 2020年
9月12日，黃背心示威者在巴黎示威，警方逮捕250多名示威者。

## 回应
- 美国总统唐纳德·特朗普在推特上表示，法国的大规模暴力示威没有考虑到美国在贸易方面受到不合理的待遇[137]。
- 法國内政部长克里斯托夫·卡斯塔內（英语：Christophe Castaner）於12月2日表示一些暴力分子正在利用“黄背心”运动[138]。兩日後，法國總理爱德华·菲利普宣布將會暫緩調高燃油稅，同時凍結電費、天然氣價格[139]以及暫緩原定明年初實施的汽車排放規定和老舊汽車罰款政策[140]。12月5日，马克龙决定彻底取消在2019年上涨燃油税的计划[141]。
- 俄羅斯的《今日俄罗斯》12月4日則刊发諷刺西方雙重標準的社論：法國及其他西方國家在宗教與政治觀點相異自己的國家發生騷亂時總是叫好與支援[142]，說這些人是革命家，但輪到自己身上時就說成這些人是騷亂者和極端勢力。五年前西方政府和评论家谴责乌克兰政府的亚努科维奇，并敦促他满足抗议者的要求；这一次他们選擇谴责法国抗议者，鼓励支持率只有25%以下的法国马克龙，並說這些人民是壞人[143]。
- 義大利副总理、五星运动党党首，路易吉·迪·梅歐，2019年2月5日在法国首都巴黎郊区与法国“黄马甲”运动代表见面。2月7日，法国召回驻意大利大使，以抗议意大利副总理会面举动[144]。

## 法国以外的示威

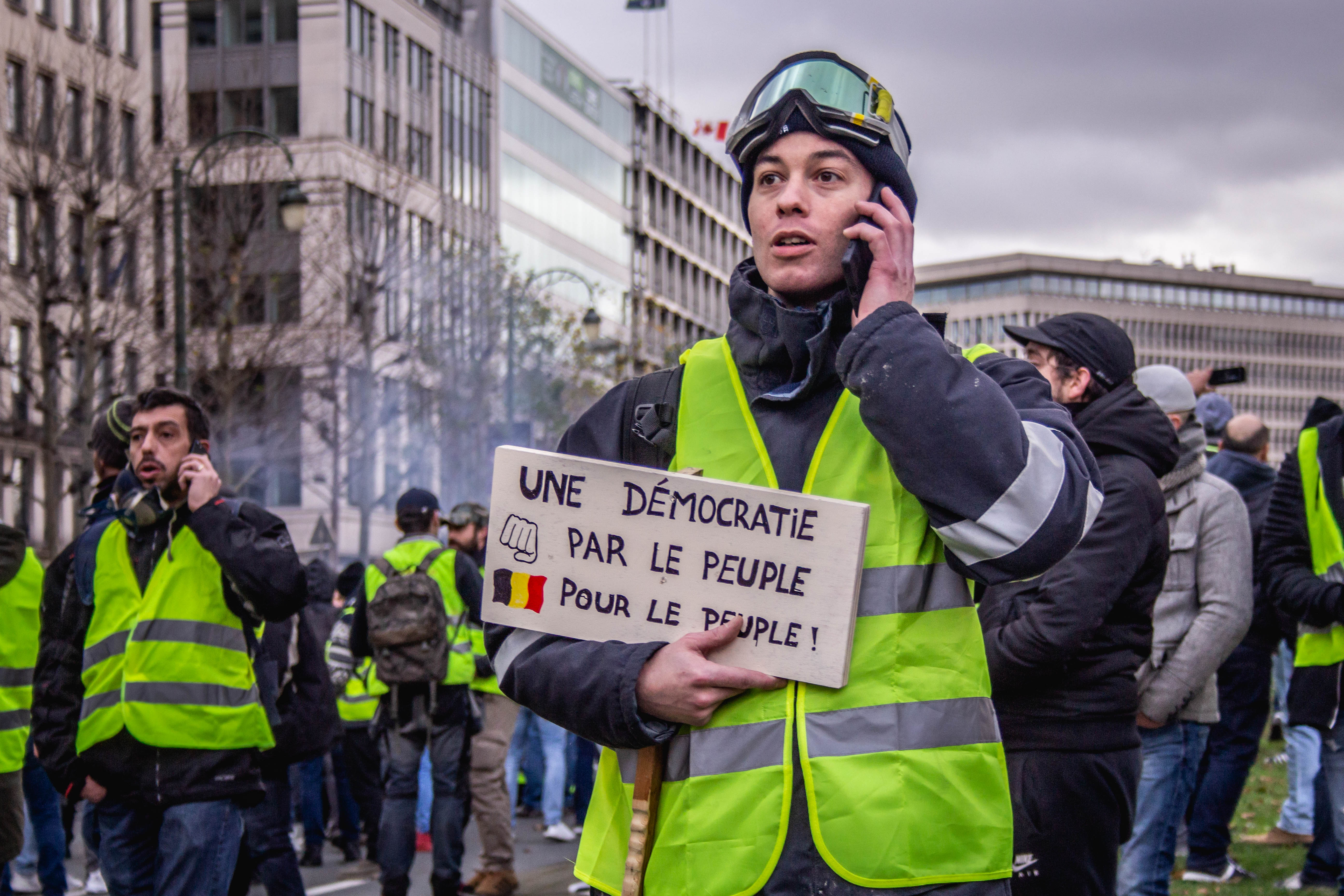
比利时布鲁塞尔的黄背心示威。

意大利民众效仿黄背心发起亲政府运动。有组织者表示：“我们受到法国黄背心运动的启发，不过我们是因为其他问题站出来的。我们不像法国人，我们支持我们的政府。我们的抗议是反对欧洲。我们希望欧洲不再干涉意大利的政治。”
11月30日，布鲁塞尔发生示威。示威者向警察扔台球、鹅卵石等雜物，警察用水炮还击，共有60名因扰乱公众秩序被逮捕。到11月16日，瓦隆大区多个储油站被封锁，示威者封锁布鲁塞尔的俄罗斯卢克石油油库，遭到警方迅速挫败。之后运动将结成政党“比利时公民运动”（Mouvement citoyen belge）参加2019年比利时联邦选举。12月8日，示威者呼吁首相夏尔·米歇尔辞职。他们冲破防爆路障，被警方以催泪弹和水炮驱散。其后，他们向对方投掷石头、照明弹等物件，当中约100人被逮捕。
12月1日，荷兰多个城市爆发小型黄背心示威。12月8日，鹿特丹爆发较为平和的示威。
在塞尔维亚，民权组织“头顶联合行动”（Združena akcija Krov nad glavom）组织黄背心示威，抗议驱逐贝尔格莱德米里耶沃区的居民，展示和法国黄背心运动同样的信心。有鉴于此，12月4日，极右翼政党德韦里党魁博什科·奥布拉多维奇在12月8日上街抗议高昂的油价。
在德国，愛國歐洲人反對西方伊斯蘭化等多个反大规模移民组织于勃兰登堡门展示黄背心标志。
12月12日，波蘭身着黄背心的农民们在距首都华沙30公里处的A2高速公路示威。在这场8个小时的示威中，他们要求赔偿非洲猪瘟病毒及强制给农产品粘贴原产地旗帜标签带来的损失。
英国、瑞典和希腊也爆发示威。
在伊拉克巴士拉，黄背心示威者于12月5日抗议，要求工作和保障。据报他们遭到实弹对待。埃及禁止商家售卖黄背心，避免出现类似运动。以色列特拉维夫阿茲列里中心爆发针对经济不明朗及腐败的黄背心集会。类似地，约旦首都阿曼有大批身着反光背心的民众聚集，抗议该国经济不景气。突尼西亚出现了Facebook组织“红背心”，组织针对该国经济的抗议。
黄背心运动更蔓延到加拿大阿尔伯塔省和萨斯喀彻温省，以反对政府征收碳税及最近签署联合国移民协定等问题。

## 次生事件

### 新浪微博账号炮制假新闻
2018年12月9日，在新浪微博平台，认证为自媒体的账号“@法兰西那点事儿”将不同地点的两张无关照片进行拼贴列举，意图混淆黄背心运动真实情况，雖然標題是指控法媒使用誇飾手法。
然而这一炮制的假新聞经网友转发，传至Twitter并引发轩然大波，转推超过35000次；最终法新社之推特账号出面澄清两张图片出处，分别为摄影师Katerine Pierre于12月1日拍摄，及法国杂志Le Point摄影师于12月8日拍摄之照片。

### “红围巾”反示威运动
2019年1月27日，部分自称来自“红围巾”组织的民众在巴黎举行反示威运动。该组织在和其他组织发布联合声明，谴责黄背心引起的叛乱风气，拒绝针对非黄背心人士的威胁和辱骂。